# San Giorgio di Piano
San Giorgio di Piano est une commune italienne de la ville métropolitaine de Bologne, dans la région Émilie-Romagne.

## Administration
| Période                                  | Période | Identité | Étiquette | Qualité |
| ---------------------------------------- | ------- | -------- | --------- | ------- |
|                                          |         |          |           |         |
| Les données manquantes sont à compléter. |         |          |           |         |

### Hameaux
Cinquanta, Gherghenzano, Stiatico

### Communes limitrophes
Argelato, Bentivoglio, Castello d'Argile, San Pietro in Casale

## Personnalités liées à la commune
- Giorgio Francia (1947-), pilote automobile
- Giulietta Masina (1920-1994), actrice